# Calodesma
Calodesma é um gênero, proposto por Jakob Hübner em 1820, de mariposas neotropicais diurnas da família Erebidae e subfamília Arctiinae. Suas espécies ocorrem em áreas de floresta tropical e subtropical úmida, na América do Sul, e seus espécimes já foram colocados em gêneros como Leucopsumis Hübner, 1820; Pyrodesma Boisduval, 1870; Acribia Felder, 1874; Chamesthema Felder, 1874 e Stenelopsis Butler, 1877.

## Espécies
- Calodesma albiapex Hering, 1925
- Calodesma amica (Stoll, [1781])
- Calodesma apicalis Hering, 1925
- Calodesma approximata Hering, 1925
- Calodesma chesalon (Druce, 1885)
- Calodesma collaris (Drury, 1782)[2][4]
- Calodesma contracta (Walker, 1854)
- Calodesma dilutana (Druce, 1907)
- Calodesma dioptis (Felder & Rogenhofer, 1874)
- Calodesma eucyanoides Hering, 1925
- Calodesma exposita (Butler, 1877)
- Calodesma itaitubae Hering, 1925
- Calodesma jordani Hering, 1925
- Calodesma kedar (Druce, 1900)
- Calodesma lacryma (Dognin, 1919)
- Calodesma maculifrons (Walker, [1865])[2][3]
- Calodesma plorator (Kaye, 1922)
- Calodesma quadrimaculata Hering, 1925
- Calodesma rubricincta (Dognin, 1923)
- Calodesma tamara Hering, 1925
- Calodesma uraneides (Butler, 1871)[2]